# Socket 7
Le socket 7 est un connecteur utilisé en informatique pour placer sur la carte mère de l'ordinateur les processeurs Intel Pentium, avant l'arrivée du Pentium II qui utilise le Slot One. Introduit en 1995, il s'agit d'une évolution du Socket 5, dont il reprend les dimensions mais avec une broche supplémentaire (321 au lieu de 320). L'objectif de cette évolution était de permettre l'utilisation de processeurs ayant une tension de cœur différente de 3,3 V.
Outre les processeurs Pentium (P54) et Pentium MMX (P55C) d'Intel, le socket 7 permet également de connecter différents processeurs de différents fabricants :
- le K5 d'AMD, autrement appelé « Pentium Killer », qui ne rencontra pas un grand succès en raison de son lancement trop tardif ;
- la série des K6 d'AMD, successeur du K5 mais dérivé du Nx686 de la société NexGen rachetée par AMD ;
- le Cyrix 6x86, et ses dérivés 6x86 L (basse tension) et 6x86 MII, ainsi que leurs clones fabriqués par IBM ou ST ;
- la série des WinChip d'IDT (en) ;
- plus exotique, le Rise MP6 l'utilisa également.

Ce format de connecteur et donc le protocole de bus qu'il impose étaient utilisables par tous les fabricants de microprocesseur. Pour couper l'herbe sous le pied à ses concurrents, Intel introduit en 1997 un nouveau connecteur pour son nouveau processeur Pentium II : le Slot 1, utilisant le même protocole de bus que le Socket 8 du Pentium Pro apparu en 1995. À la différence du socket 7, le Slot 1 et son protocole de bus sont restés exclusifs aux processeurs d'Intel.
Cette manœuvre commerciale a obligé AMD à faire évoluer le Socket 7 dans un premier temps vers le SuperSocket 7, puis dans un second temps à utiliser un format de connecteur propriétaire appelé Slot A pour le successeur du K6, l'Athlon.
Le socket 7 est historiquement dans l'histoire du PC le dernier connecteur universel pour microprocesseur. Aujourd'hui, le choix d'un microprocesseur de telle ou telle marque dans un PC conditionne le choix de la carte mère.

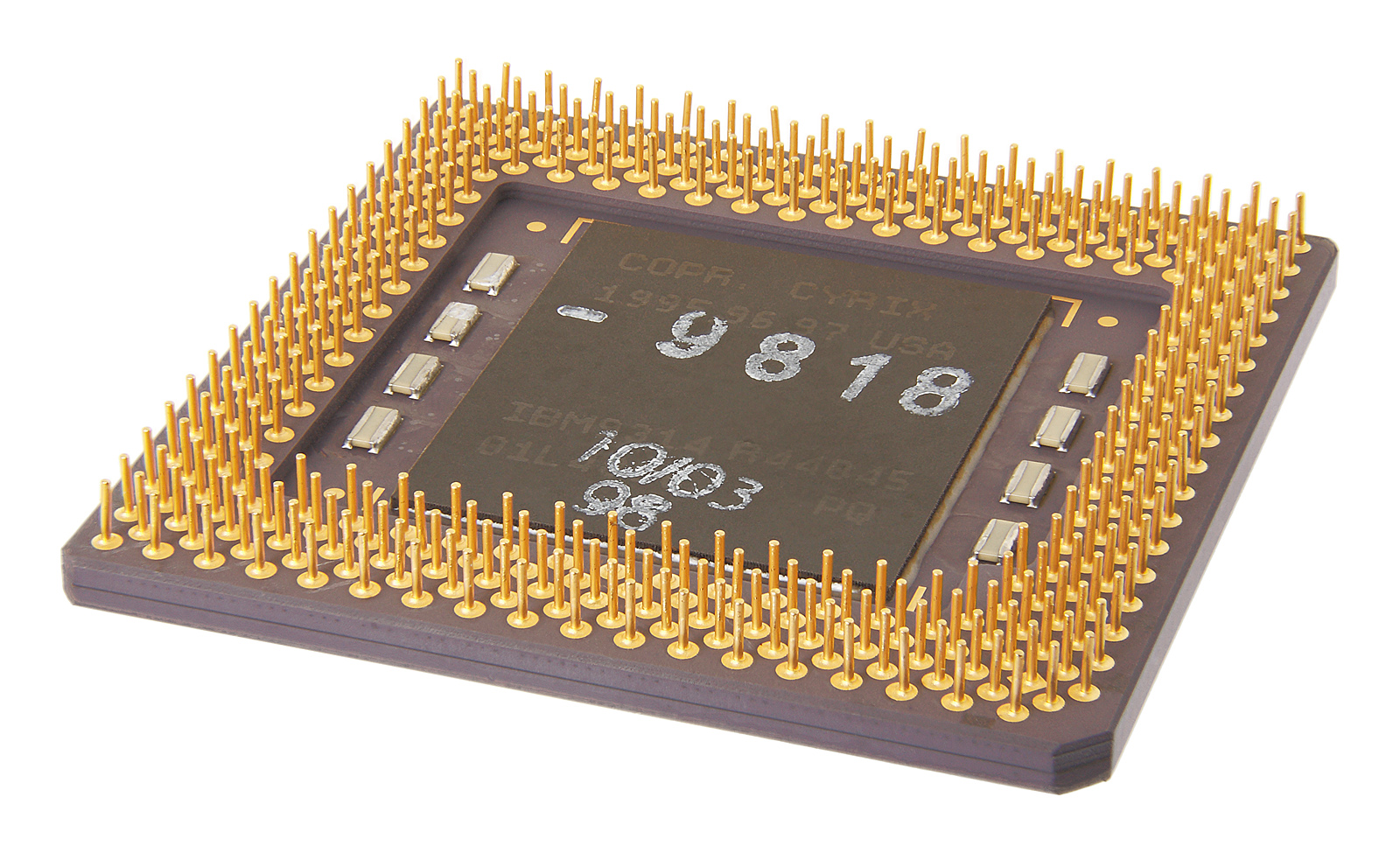
Vue des connecteurs à 321 broches d'un processeur